# Католицька церква на Шрі-Ланці
Като́лицька це́рква на Шрі́-Ла́нці — друга християнська конфесія Шрі-Ланки. Складова всесвітньої Католицької церкви, яку очолює на Землі римський папа. Керується конференцією єпископів. Станом на 2004 рік у країні нараховувалося близько 1 364 000 католиків (6,75% від усього населення). Існувало 11 діоцезій, які об'єднували 391 церковних парафій.  Кількість  священиків — 955 (з них представники секулярного духовенства — 648, члени чернечих організацій — 307), постійних дияконів — 0, монахів — 626, монахинь — 2300.